# Pełk
Pełk (kaszb. Pelk lub też Pelczi, niem. Pehlken) – śródleśna osada kaszubska w Polsce położona w województwie pomorskim, w powiecie kościerskim, w gminie Dziemiany w kompleksie leśnym Borów Tucholskich nad rzeką Zbrzycą. Osada wchodzi w skład sołectwa Trzebuń.
W latach 1975–1998 miejscowość położona była w województwie gdańskim.